# 프라이아 도 푸투로
프라이아 도 푸투로(Praia do futuro, Futuro Beach)는 독일에서 제작된 카림 아이노우즈 감독의 2014년 드라마 영화이다. 와그너 모라 등이 주연으로 출연하였다.

## 출연

### 주연
- 와그너 모라
- 클레멘스 쉭크
- 제수이타 바르보사